# نيو ميل اند (بيدفوردشير)
نيو ميل اند (بالإنجليزية: New Mill End)‏ هي قرية تقع في المملكة المتحدة في شرق انجلترا.